# Linaria supina
Linaire couchée
Espèce
Statut de conservation UICN

 LC  : Préoccupation mineure
Linaria supina, la Linaire couchée ou Linaire étalée, est une plante herbacée de la famille des Plantaginacées (autrefois des Scrofulariacées).

## Distribution
Presque partout en France métropolitaine (absente de Corse).

## Statuts de protection, menaces
L'espèce n'est pas encore évaluée à l'échelle mondiale et européenne par l'UICN. En France elle est classée comme non préoccupante . Toutefois localement l'espèce se raréfie : elle a disparu en Bretagne ; elle est considérée quasi menacée (NT), proche du seuil des espèces menacées ou qui pourraient être menacées si des mesures de conservation spécifiques n'étaient pas prises, dans les régions Champagne-Ardenne et Bourgogne ; elle est considérée vulnérable (VU) en Basse-Normandie, Lorraine et Limousin ; en danger (EN) en Aquitaine et en Auvergne.

## Liste des sous-espèces et variétés
Selon Tropicos (9 juillet 2013) :
- Linaria supina subsp. supina
- Linaria supina subsp. maritima (DC.) Lainz
- Linaria supina subsp. pyrenaica (DC.) Nyman 1881; synonyme: Linaria supina var. pyrenaica (De Candolle) Gautier
- Linaria supina var. nevadensis Boiss.